# Nödinge-Nol
Nödinge-Nol é uma cidade do oeste da província da Västergötland, na região da Gotalândia, no sul da Suécia.                                                                           Resulta da fusão de três antigas localidades - Nödinge, Nol e Alafors.                                                                                                            Muitos dos seus habitantes trabalham em Gotemburgo, para onde se deslocam diariamente.

Pertence à comuna de Ale, no condado de Västra Götaland.

Possui 8,52 quilômetros quadrados. De acordo com o censo de 2020, havia 11 476 habitantes.

Está situada na margem sul do rio Göta älv, a 20 quilômetros a norte da grande cidade de Gotemburgo e a 50 km a sul de Trollhättan. 

É atravessada pela estrada europeia E45 e pela linha ferroviária da Noruega/Vänern.

## Património cultural
- Igreja de Nödinge (interior barroco de 1727)[4]

## Galeria

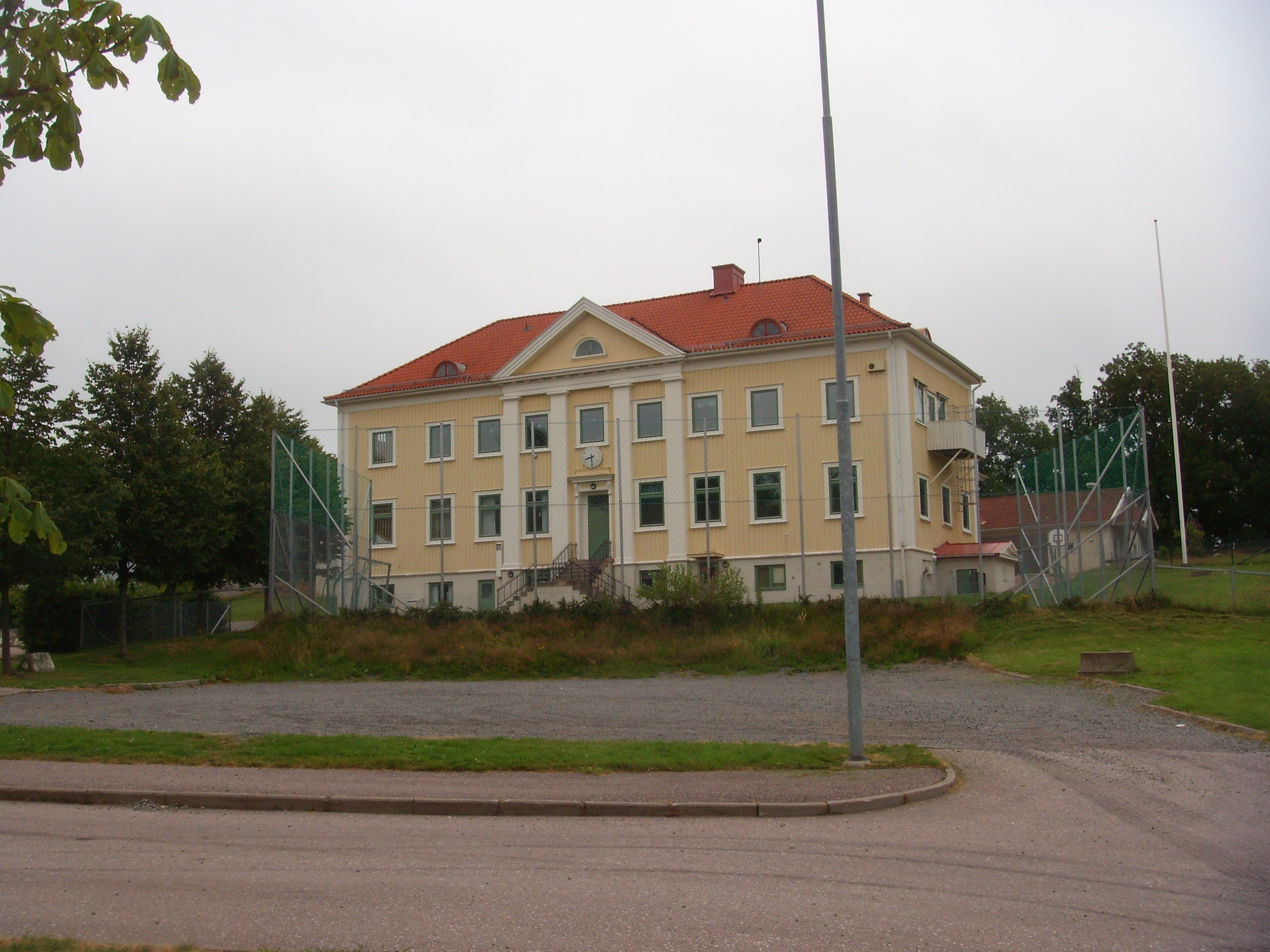
Velha Escola de Alafors
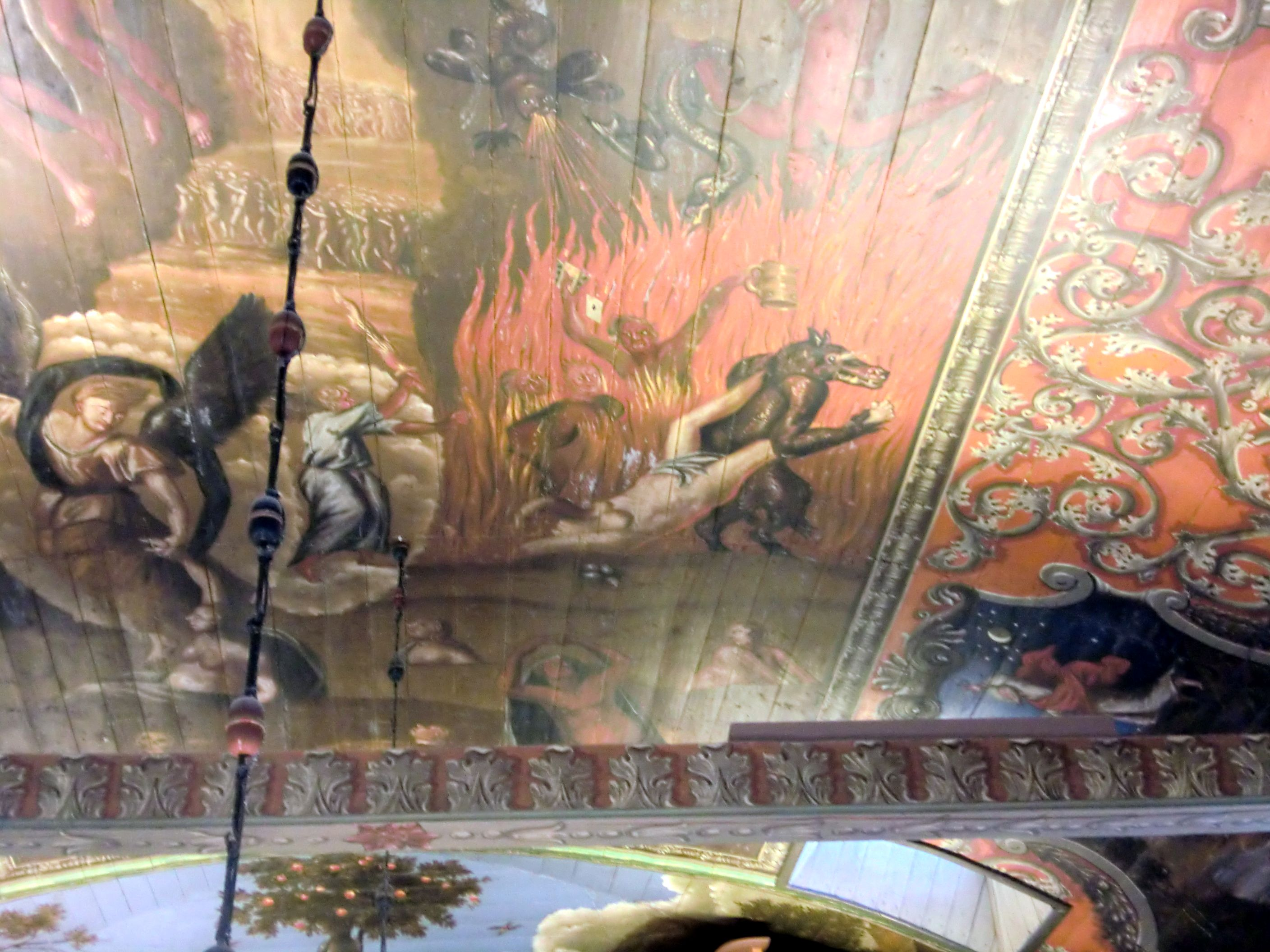
Teto da Igreja de Nödinge
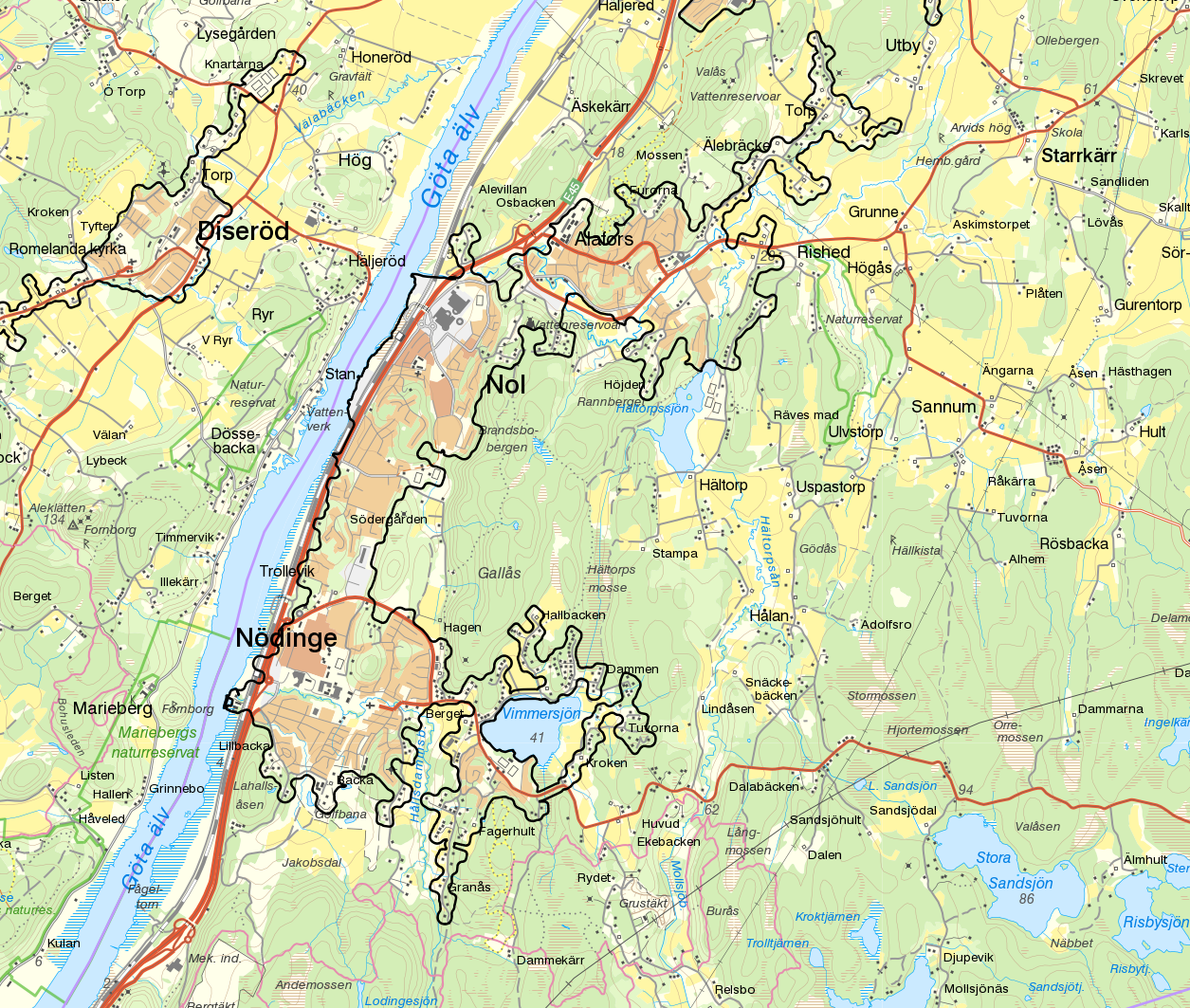
Delimitação geográfica de Nödinge-Nol
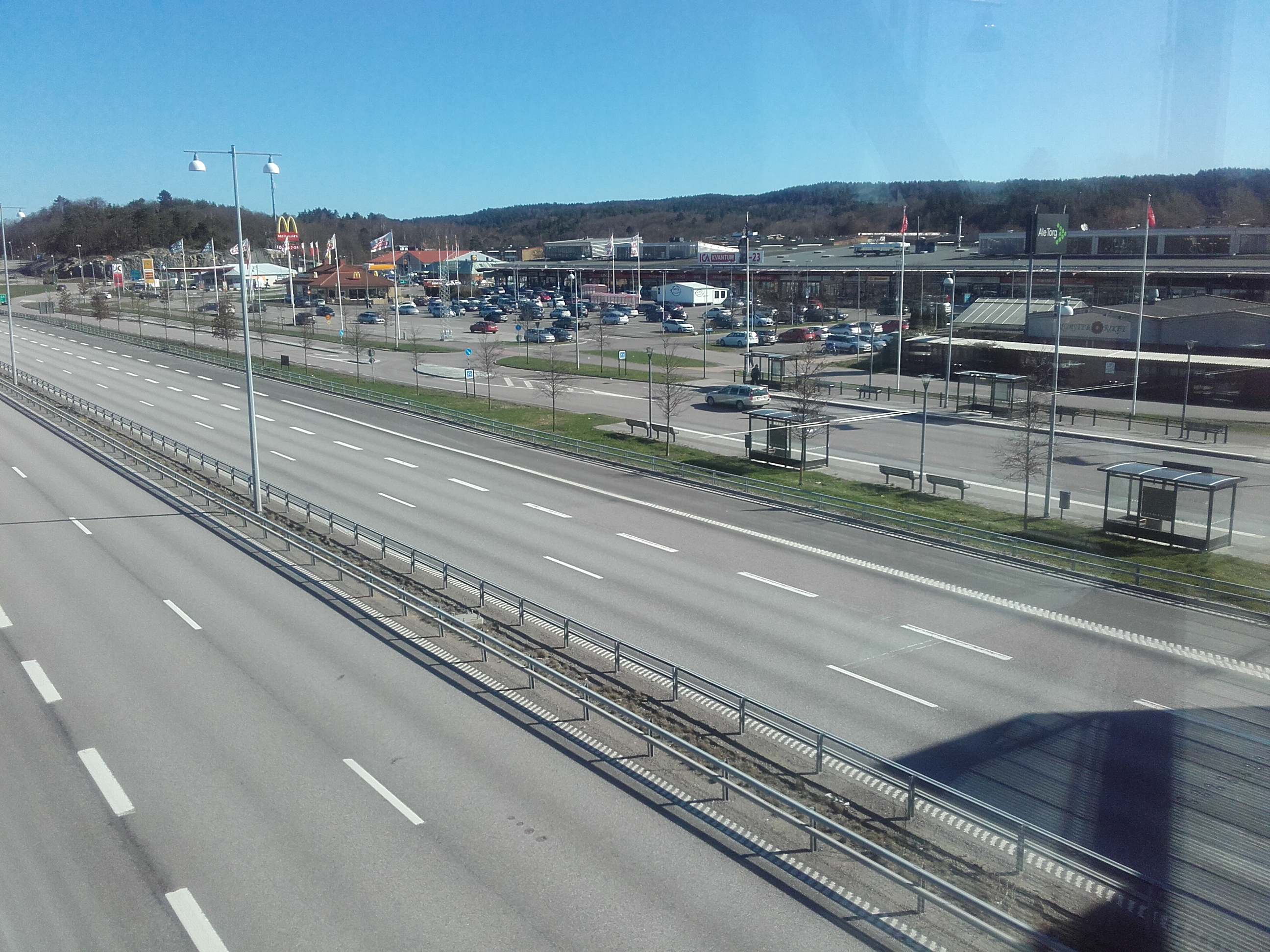
Centro de Ale